# Hypsosinga wanica
Hypsosinga wanica là một loài nhện trong họ Araneidae.
Loài này thuộc chi Hypsosinga. Hypsosinga wanica được miêu tả năm 1996 bởi Da-xiang Song, Qian & Gao.